# Licq
En informática, Licq es un clon libre del original cliente ICQ que se ejecuta en Linux y en otros sistemas Unix. Las últimas versiones soportan ICQ, AIM y MSN. Licq tiene muchas de las características del cliente oficial y no tiene una función de los anuncios, a diferencia de los clientes de AOL. Además, es posible cifrar los mensajes mediante SSL cuando hable con personas que también usan Licq o climm o SIM (Licq pero no reconoce la no-Licq SSL capacidad por sí mismo). Le falta el apoyo para el envío de mensajes reconoció. De cifrado a través de GPG es apoyado a través de un plugin. 
Licq está licenciado bajo los términos de la Licencia Pública General de GNU, la GPL. La interfaz gráfica de usuario por defecto usa Qt, aunque también otro tipo de interfaces, como la consola o GTK+, están disponibles mediante el uso de plugins.